# Signature Bridge
Die Signature Bridge, (Hindi सिग्नेचर ब्रिज)  ist eine Straßenbrücke über den Yamuna in Delhi, der Hauptstadt Indiens. Sie soll ein neues Wahrzeichen der Stadt sein und verbindet die Distrikte Central Delhi und North East Delhi miteinander.

## Geschichte
Der Bau der Brücke wurde 2004 beschlossen, Baubeginn war 2008. Die Fundierung der Brücke wurde durch ein Unternehmen aus Mumbai ausgeführt und war im Januar 2014 fertiggestellt. Der Baustahl wurde aus China importiert. Am 4. November 2018 konnte die Brücke nach zehn Jahren Bauzeit durch Arvind Kejriwal, dem Regierungspräsidenten von Delhi, eröffnet werden. Unmittelbar nach der Feier wurde die Brücke für den Verkehr freigegeben. 
Bauherr war Delhi Tourism and Transportation Development Corporation (DTTDC), besser bekannt unter der Kurzbezeichnung Delhi Tourism – ein staatliches Unternehmen, das für die Tourismusförderung und den Brückenbau auf dem Unionsterritorium zuständig ist. Der Bau wurde von einer Arbeitsgemeinschaft ausgeführt, die aus Gammon India, dem größten Baukonzern Indiens, Cidade aus Brasilien und dem italienischen Technikspezialisten Tensacciai bestand. Konzept, Detailplanung und Bauüberwachung wurden vom deutschen Ingenieurbüro Schlaich Bergermann Partner durchgeführt.
Die Baukosten wurden Ende 2013 auf 1.131 Crore indische Rupien geschätzt, was ungefähr 135 Mio. Euro entspricht.

## Technik
Wichtigstes Trägerteil der asymmetrisch ausgeführten Schrägseilbrücke ist ein markanter abgeknickter Pylon, der nun das höchste Bauwerk Delhis darstellt. Er besteht aus zwei Wangen, die fest mit dem Fahrbahnträger verbunden sind und sich über dessen Mitte zu einem gemeinsamen senkrecht stehenden Oberteil vereinigen, ähnlich einem auf den Kopf gestellten Y. Die zusammengeführte Spitze des Pylons besteht aus einer 20 m hohen Stahl-Glas-Struktur, die von innen beleuchtet werden kann und nachts eine weithin sichtbares Wahrzeichen der Hauptstadt Indiens bildet.
Am Pylon sind sowohl die vier Seile der Rückverankerung wie auch die zweimal 15 Hauptseile verankert, die jeweils harfenartig angeordnet sind. Die Neigung des Pylons entlastet die Seile der Rückverankerung, weil ein Teil der Kraft in den Hauptseilen von der Schwerkraft des Pylons aufgenommen wird.
Konstruktiv handelt es sich damit um den Typ einer Kragträger-Schrägseilbrücke, welcher die Eigenschaft hat, dass sich eine solche Brücke ohne Verankerung am Boden selbst tragen kann; dies gelingt durch eine ausbalancierte Kräfteverteilung der Gesamtkonstruktion. Dieser selten gebaute, optisch auffällige Brückentyp wurde erstmals vom Architekten Santiago Calatrava mit der Puente del Alamillo in Sevilla zur Weltausstellung 1992 umgesetzt.
Die Module der Brücke wurden vor Ort zusammengeschraubt, nicht geschweißt, was für die Belegschaft der lokalen Baufirma einfacher zu handhaben war.
Die Schrägseilbrücke ist Teil einer parallel zur bestehenden Yamuna-Brücke neu erstellten Flussquerung mit acht Fahrspuren. Neben der Schrägseilbrücke gehören zur Querung eine 1,8 km lange Zufahrtsrampe im Osten und ein 1,5 km langes Bauwerk im Westen, das den Anschluss an die äußere Ringstraße von Delhi herstellt. Zu dem insgesamt sechs Kilometer langen Infrastrukturprojekt gehörte auch ein neuer Fahrradweg.